# Europameisterschaften der Rhythmischen Sportgymnastik 2024
Die Europameisterschaften der Rhythmischen Sportgymnastik 2024 wurden vom 22. bis 26. Mai in der ungarischen Hauptstadt Budapest ausgetragen. Austragungsort der Wettkämpfe war die Papp László Budapest Sportaréna. 

## Ergebnisse

### Seniorinnen
| Disziplin          | Gold | Silber | Bronze |
| ------------------ | --- | --- | --- |
| Mannschaft         | BulgarienSeniorinnen: Borjana Kalein Elwira Krasnobajewa Stilijana Nikolowa Juniorinnen: Sofia Iwanowa Magdalina Minewska Kamelia Petrowa Rachel Stoyanov Margarita Wassilewa | ItalienSeniorinnen Milen Baldassarri Tara Dragas Sofia Raffaeli Juniorinnen Martina Centofanti Agnese Duranti Alessia Maurelli Daniela Mogurean Laura Paris Alessia Russo | IsraelSeniorinnen Daria Atamanov Daniela Munits Juniorinnen Shani Bakanov Adar Friedmann Romi Paritzki Ofir Shaham Diana Svertsov |
| Einzelfinals       | | | |
| Mehrkampf          | Stilijana Nikolowa | Sofia Raffaeli | Darja Varfolomeev |
| Reifen             | Borjana Kalein | Stilijana Nikolowa | Taissija Onofrijtschuk |
| Ball               | Sofia Raffaeli | Fanni Pigniczki | Daniela Munits |
| Keulen             | Daniela Munits | Liliana Lewinska | Borjana Kalein |
| Band               | Darja Varfolomeev | Sofia Raffaeli | Elwira Krasnobajewa |
| Gruppenfinals      | | | |
| Mehrkampf          | BulgarienSofia Iwanowa Magdalina Minewska Kamelia Petrowa Rachel Stoyanov Margarita Wassilewa                                                                                 | ItalienMartina Centofanti Agnese Duranti Alessia Maurelli Daniela Mogurean Laura Paris Alessia Russo                                                                      | SpanienAna Arnau Inés Bergua Mireia Martínez Patricia Pérez Salma Solaun                                                          |
| 5 Reifen           | ItalienMartina Centofanti Agnese Duranti Alessia Maurelli Daniela Mogurean Laura Paris Alessia Russo                                                                          | SpanienAna Arnau Inés Bergua Mireia Martínez Patricia Pérez Salma Solaun                                                                                                  | IsraelShani Bakanov Adar Friedmann Romi Paritzki Ofir Shaham Diana Svertsov                                                       |
| 3 Bänder & 2 Bälle | SpanienAna Arnau Inés Bergua Mireia Martínez Patricia Pérez Salma Solaun | IsraelShani Bakanov Adar Friedmann Romi Paritzki Ofir Shaham Diana Svertsov                                                                                               | UkraineDiana Bajewa Alina Melnyk Walerija Peremeta Kira Schyrykina Marija Wysotschanska                                           |

### Juniorinnen
| Disziplin    | Gold                 | Silber           | Bronze            |
| Einzelfinals | Einzelfinals         | Einzelfinals     | Einzelfinals      |
| ------------ | -------------------- | ---------------- | ----------------- |
| Reifen       | Amalia Lică          | Alona Tal Franco | Olivia Maslov     |
| Ball         | Meital Maayam Sumkin | Anna Piergentili | Magdalena Walkowa |
| Keulen       | Amalia Lică          | Alja Ponikvar    | Alona Tal Franco  |
| Band         | Amalia Lică          | Dara Malinowa    | Barbare Kajaia    |

## Medaillenspiegel
| Platz  | Land          | Gold | Silber | Bronze | Gesamt |
| ------ | ------------- | ---- | ------ | ------ | ------ |
| 1      | Bulgarien     | 4    | 2      | 3      | 9      |
| 2      | Rumänien      | 4    | –      | –      | 4      |
| 3      | Italien       | 2    | 5      | –      | 7      |
| 4      | Israel        | 2    | 3      | 4      | 9      |
| 5      | Spanien       | 1    | 1      | 1      | 3      |
| 6      | Deutschland   | 1    | –      | 1      | 2      |
| 7      | Polen         | –    | 1      | 1      | 2      |
| 8      | Slowenien     | –    | 1      | –      | 1      |
| 8      | Ungarn        | –    | 1      | –      | 1      |
| 10     | Ukraine       | –    | –      | 2      | 2      |
| 11     | Aserbaidschan | –    | –      | 1      | 1      |
| 11     | Georgien      | –    | –      | 1      | 1      |
| Gesamt | Gesamt        | 14   | 14     | 14     | 42     |